# Sách Huấn Ca
Sách Huấn Ca là một sách thuộc Cựu Ước. Sách này được biên soạn vào khoảng thế kỷ thứ hai trước Công Nguyên (tức là khoảng năm 200-175 TCN) do một ký lục người Do Thái xưng là Giêsu con Sirach thành Giêrusalem. Quyển sách này không được người Do Thái tuyển vào hàng ngũ Kinh Thánh của họ, và kết quả là các văn bản tiếng Do Thái, ban đầu đã không được bảo quản trong quy điển Do Thái. Tuy nhiên, Giáo hội Công giáo Rôma, Chính Thống giáo Đông Phương và một vài giáo hội Tin Lành chấp nhận nó như là một phần của Cựu Ước.
Giêsu con Sirach (Jesus ben Sirach) quê ở Giêrusalem, sống vào khoảng năm 190-180 trước Công Nguyên, thời kỳ mà người Do Thái đang bị văn hóa và tôn giáo Hy Lạp lôi cuốn. Là người đạo đức, được học hỏi văn chương và Lề Luật Moses, ông đã đi nhiều nơi, tiếp xúc với nhiều tầng lớp người. Ông viết sách để đề cao những tinh hoa của dân tộc Israel, như một liều thuốc giải độc cho dân khỏi những điều mê muội trước trào lưu mới của Hy Lạp.
Sách Huấn Ca là một bộ sưu tập những lời dạy về đạo đức, nội dung tương tự như Sách Châm Ngôn, ngoại trừ nó là tác phẩm của một tác giả duy nhất, chứ không phải là một tuyển tập gồm nhiều tác giả. Sách Huấn Ca chủ yếu đề cập đến thái độ cần có trong mối tương quan với Thiên Chúa, với người khác và với chính bản thân mình, bên cạnh đó còn khuyên dạy tôn sùng Lề Luật Moses.